# Goniocercus klugi
Goniocercus klugi är en insektsart som först beskrevs av Hermann Julius Kolbe 1898.  Goniocercus klugi ingår i släktet Goniocercus och familjen myrlejonsländor. Inga underarter finns listade i Catalogue of Life.